# Mingun-Glocke

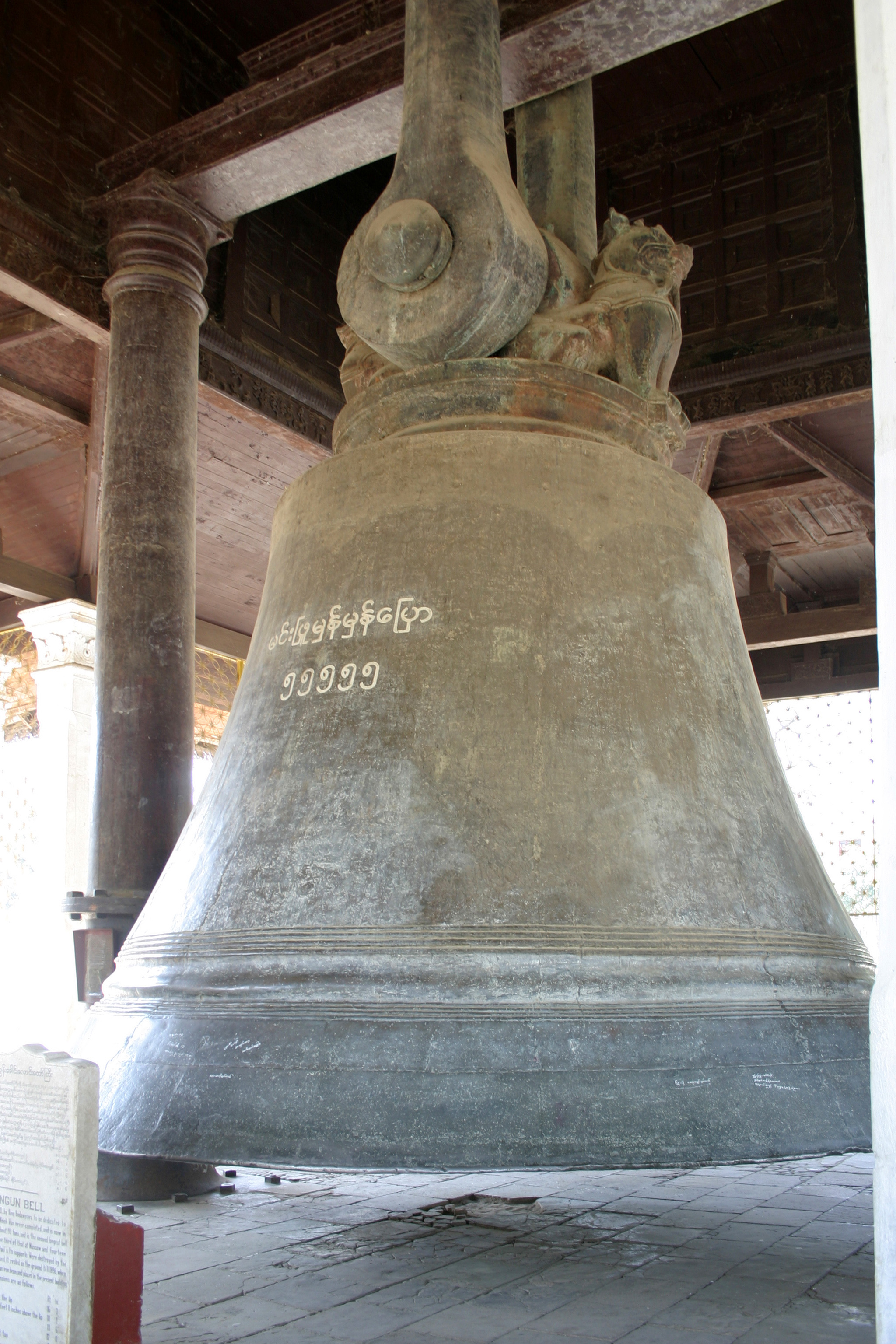
Mingun-Glocke

Die Mingun-Glocke im Dorf Mingun nördlich von Mandalay in Myanmar ist die zweitgrößte intakte Glocke der Welt. Sie ist 3,70 Meter hoch, hat an der Basis einen Durchmesser von 5 Metern und wiegt etwa 90 Tonnen.
Die Glocke ist ungerissen und in gutem Zustand. Die Glocke hat keinen Klöppel, sondern wird durch Anschlagen des äußeren Randes mittels eines Holzstückes geläutet.
Glocken in buddhistischen Klöstern in Myanmar sind klöppellos und hängen knapp über dem Boden. Sie werden von Mönchen und gläubigen Besuchern mit einer dicken Holzstange am unteren Rand angeschlagen. Der Glockenschlag ist das Zeichen einer vollbrachten guten Tat und erfolgt nach einer Verehrungszeremonie oder Opferspende. Dieselbe Funktion erfüllen auch kleinere, kyizi genannte Schlagplatten.
Größer, aber wegen einer Beschädigung nicht zum Klingen zu bringen ist die Zarenglocke im Moskauer Kreml. Die Pingdingshan-Glocke in der chinesischen Stadt Pingdingshan hat mit ihrer Fertigstellung im Jahr 2000 die Mingun-Glocke als die größte intakte Glocke der Welt überholt. Sie ist über 8 Meter hoch, hat an der Basis einen Durchmesser von 5,10 Metern und wiegt 116 Tonnen.
Das Gewicht der Glocke in burmesischen Maßen beträgt 55.555 (၅၅၅၅၅) viss oder peiktha (1 viss = 1,632 kg), überliefert als „Min Hpyu Hman Hman Pyaw“ (မင်းဖြူမှန်မှန်ပြော), wobei die Konsonanten die Zahl 5 in der burmesischen Astronomie und Numerologie darstellen.
Das Gewicht der Glocke und ihre einprägsamen Worte sind in weiß auf die Oberfläche der Glocke geschrieben.

## Geschichte
König Bodawpaya ließ die Glocke 1808 für seine in Bau befindliche Mingun-Pagode gießen. Den Glockengießer ließ er nach vollendeter Arbeit töten, um zu verhindern, dass dieser noch einmal ein solches Meisterstück herstellen konnte.
Beim Erdbeben von 1838 stürzte das Glockenhaus (tazaung) ein, die Glocke selbst blieb dabei unbeschädigt und erhielt später ein neues tazaung mit aufwändigen Holzschnitzereien.
Die Glocke wurde im März 1896 von der Irrawaddy Flotilla Company (IFC) unter Verwendung von Schraubenwinden und Hebeln wieder aufgerichtet. Felice Beato hat ein Foto der Glocke vor ihrer Wiederaufhängung aufgenommen.